# حذاء الألياف
أحذية الألياف هي أحذية تصنع بشكل رئيسي من مِشَق الألياف النباتية من لحاء أشجار التيليا Tilia أو من خشب البتولا، وهي نوع من الأحذية التي خيطت لتناسب شكل قدم الإنسان وحجمها، وهي أحذية تلبس عادة في مناطق الغابات وشمالي أوروبا، وتلبس عادة من قبل الفقراء مثل السلاف و سكان ما حول بحر البلطيق ، كانت هذه الأحذية سهلة الصناعة و التخييط ولكن لا تدوم كثيرا .
أحذية الألياف كانت موجودة قبل التاريخ : حيث وجد عدة قوالب خشبية لتشكيلها في العصر الحجري الحديث ، و كانت لا تزال تلبس في الأرياف الروسية حتى مطلع القرن العشرين، اليوم تباع هذه الأحذية كتذكارات، وتلبس أحيانا الآن عند عزف موسيقي إثنوغرافية وأداء رقصة شعبية كجزء من تقاليد قوم ما .

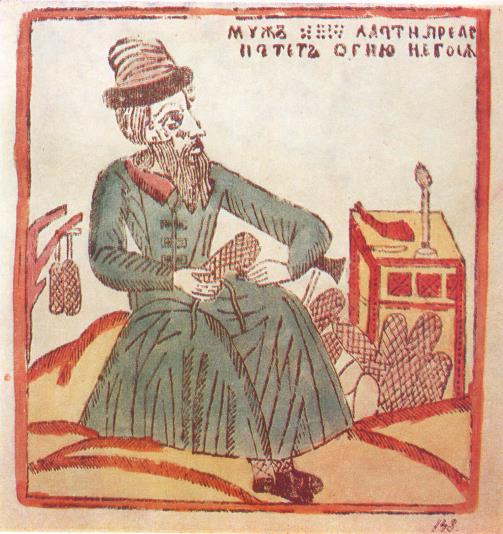
رسمة تصور صانع أحذية اللابتي التقليدية.

في روسيا تسمى اللابتي ( بالروسية :лапоть ) : و هي مصطلح ازدرائي يوصف هذا الحذاء أو الفئة غير المتعلمة من الناس .